# Oleksandr Kornienko
Oleksandr Serhiyovych Korniyenko (en ukrainien : Олександр Сергійович Корнієнко), né le 12 mai 1984 à Kiev, est un homme politique ukrainien. Il est membre du parti Serviteur du peuple.

## Biographie
Il fait ses études à l'Institut polytechnique de Kiev de 2001 à 2007, puis au centre ukrainien de l'académie de psychologie de Wiesbaden de 2008 à 2010.
Il est élu de la neuvième Rada d'Ukraine et dirige le parti présidentiel Serviteur du peuple de novembre 2019 à novembre 2021, après Dmytro Razoumkov ; il fut remplacé par Olena Chouliak.